# Lechard Johannesson
Carl Lechard Johannesson, född den 1 december 1904 i Starrkärrs församling, Älvsborgs län, död den 15 september 1989 i Stockholm, var en svensk teolog och filosof.
Johannesson avlade studentexamen i Göteborg 1927, filosofie kandidatexamen 1930 och teologie kandidatexamen 1934 vid Lunds universitet. Han var sjömanspräst i Dunkerque och Calais 1934–1936 och upprätthöll prästerliga befattningar i Skara och Lunds stift 1936–1942. Johannesson avlade teologie licentiatexamen 1940 och filosofie licentiatexamen 1941 vid Uppsala universitet. Han blev filosofie doktor 1944 vid Göteborgs högskola. Johannesson var lektor i Skövde 1947–1952, vid Stockholms samgymnasium 1952–1964 och vid Hersby skola 1964–1970. Under tiden lämnade han prästämbetet i Svenska kyrkan och upptogs i romersk-katolska kyrkan 1956. Johannesson, som var påverkad av nythomismen, promoverades till teologie hedersdoktor vid Uppsala universitet 1982. Han blev riddare av Nordstjärneorden 1966. Johannesson var ordförande i Svensk-Tyska föreningen 1964–1973. Han vilar på Katolska kyrkogården i Stockholm.